# Daryl Murphy
Daryl Murphy (* 15. März 1983 in Waterford) ist ein ehemaliger irischer Fußballnationalspieler. 

## Karriere

### Erste Stationen
Nachdem ihm der Durchbruch bei Luton Town verwehrt geblieben war, wechselte Daryl Murphy im Jahr 2002 zu seinem Heimatverein Waterford United nach Irland. In der Saison 2002/03 gelang ihm mit seinem Team der Gewinn der Meisterschaft in der zweiten irischen Liga. In den folgenden zwei Spielzeiten etablierte sich der Verein im Mittelfeld der League of Ireland, wobei der 21-jährige Murphy in der League of Ireland 2004 vierzehn Ligatreffer erzielen konnte. Im Mai 2005 wurde er vom englischen Erstligisten AFC Sunderland verpflichtet und gab am 1. Oktober 2005 bei einem 1:1-Unentschieden gegen West Ham United sein Debüt in der Premier League 2005/06. Nach einer zwischenzeitlichen Ausleihe an den Zweitligisten Sheffield Wednesday kam Murphy in der Rückrunde regelmäßig im Angriff von Sunderland zum Einsatz, konnte jedoch lediglich am 12. Februar 2006 beim 1:1 gegen Tottenham Hotspur einen Treffer erzielen. Nach dem Abstieg als Tabellenletzter aus der Premier League bestritt Murphy (38 Ligaspiele/zehn Tore) seine zweite Spielzeit in England in der zweitklassigen Football League Championship 2006/07 und konnte dort den Gewinn der Zweitligameisterschaft feiern. In den anschließenden zwei Spielzeiten konnte sich der AFC Sunderland in der ersten Liga etablieren und Murphy kam in 28 bzw. 23 Ligaspielen zum Einsatz, wobei ihm 2007/08 drei und 2008/09 kein Treffer gelang. Nachdem sich seine Einsätze in der Premier League 2009/10 deutlich verringert hatten, wechselte er am 1. Februar 2010 gemeinsam mit seinem Teamkollegen David Healy auf Leihbasis zum Zweitligisten Ipswich Town.

### Celtic Glasgow und Ipswich Town

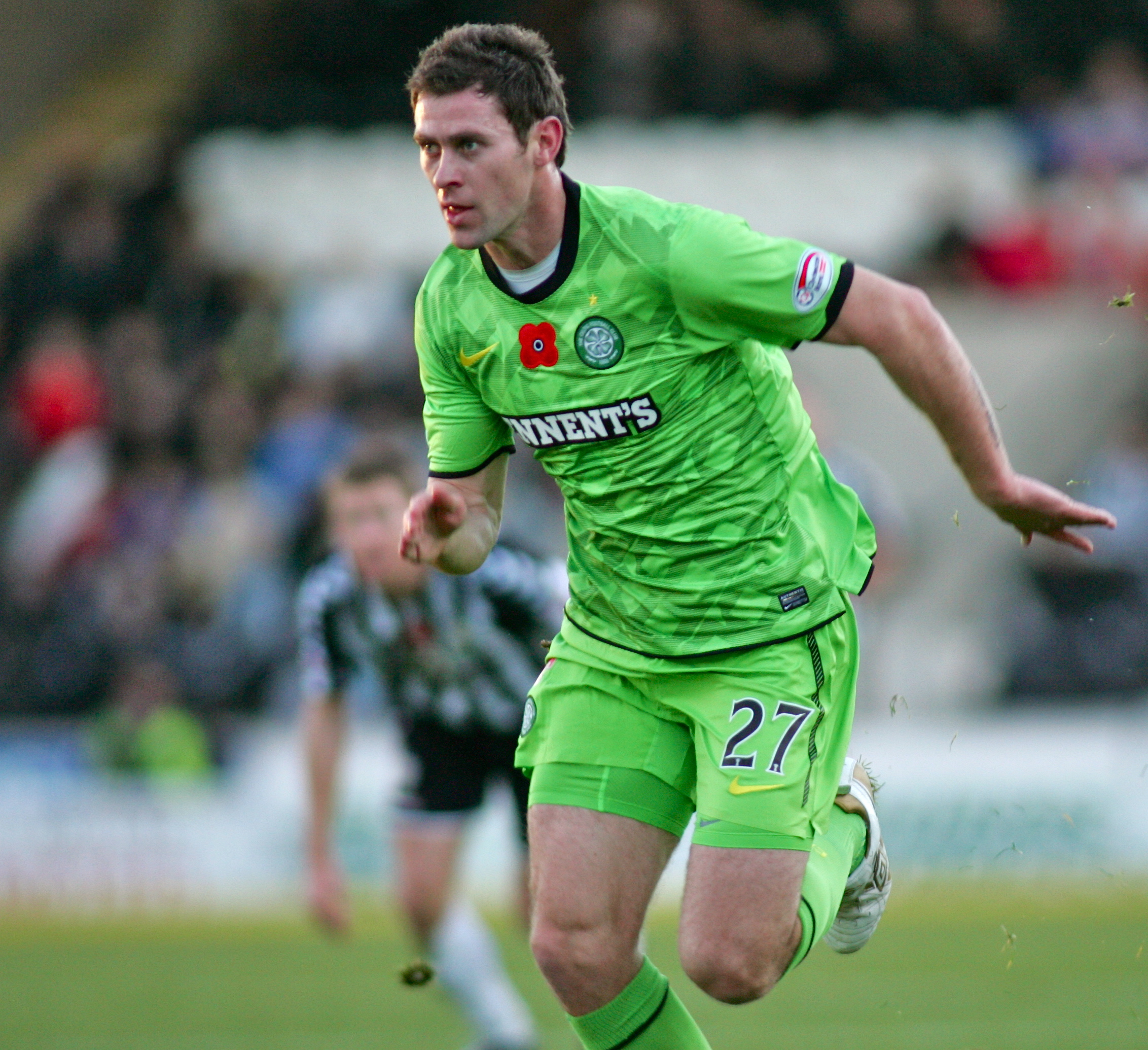
Daryl Murphy als Spieler von Celtic Glasgow

Am 16. Juli 2010 gab der schottische Erstligist Celtic Glasgow die Verpflichtung des 27-jährigen Angreifers bekannt. In der Scottish Premier League 2010/11 wurde Murphy (18 Ligaspiele/3 Tore) mit Celtic Vizemeister hinter dem Stadtrivalen Glasgow Rangers, dafür sicherte sich die Mannschaft den Titel im Scottish FA Cup 2010/11. Im August 2011 verlieh ihn Celtic an den englischen Zweitligisten Ipswich Town, für den Murphy bereits 2010 gespielt hatte. Nach einem überzeugenden Leihgeschäft und einer aus finanziellen Gründen gescheiterten Verpflichtung auf fester Vertragsbasis, lieh ihn Ipswich im Sommer 2012 erneut für eine volle Spielzeit von Celtic aus. Nach einer abermaligen Leistungssteigerung und sieben Ligatreffern verpflichtete Ipswich Town den nun ablösefreien Murphy am 7. Juni 2013 endgültig und stattete ihn mit einem Zweijahresvertrag aus. In der Football League Championship 2013/14 verpasste der Verein die Play-offs als Tabellenachter nur knapp und auch Daryl Murphy konnte seine Torausbeute auf 13 Treffer ausweiten. 2014/15 gelang dem zwischenzeitlich 32-jährigen Angreifer die persönlich mit Abstand erfolgreichste Saison seiner Karriere. 27 Ligatreffer bescherten ihm den Titel des Torschützenkönigs der zweiten Liga. Ipswich zog als Tabellensechster in die Play-offs ein, scheiterte jedoch bereits im Halbfinale vorzeitig am East-of-England-Rivalen Norwich City.

### Letzte Stationen bis zum Karriereende
Am 28. August 2016 wechselte Murphy zu Newcastle United und unterschrieb einen Zweijahresvertrag beim Premier-League-Absteiger. Mit Newcastle gewann er in der EFL Championship 2016/17 den Meistertitel und erreichte die direkte Rückkehr in die erste Liga. Im Juli 2017 gab der Zweitligist Nottingham Forest die Verpflichtung des 34-Jährigen bekannt und stattete ihn mit einem bis 2020 gültigen Vertrag aus. Schon im September 2019 wechselte er aber zu den Bolton Wanderers und von dort zu Beginn der Saison 2020/21 zu Waterford FC, wo er seine Karriere 2022 beendete.

### Nationalmannschaft
Bei der Fußball-Europameisterschaft 2016 in Frankreich wurde er in das Aufgebot Irlands aufgenommen. Nach dem unbefriedigenden Auftakt wurde er im entscheidenden Gruppenspiel gegen Italien in die Startelf aufgenommen. Nach dem 1:0-Sieg kam das Team ins Achtelfinale, wo er erneut von Beginn an spielte. Diesmal verlor Irland gegen Gastgeber Frankreich und schied aus.
Sein letztes Länderspiel machte Murphy am 14. November 2017 gegen Dänemark.

## Erfolge
- Irische Zweitligameisterschaft: 2002/03
- Gewinner der Football League Championship: 2006/07
- Schottischer Pokalsieger: 2010/11
- Torschützenkönig der Football League Championship: 2014/15
- Spieler des Monats der Football League Championship. Dezember 2014[13]